# 6819-es mellékút (Magyarország)
A 6819-es számú mellékút egy közel húsz kilométer hosszú, négy számjegyű országos közút Somogy vármegye déli részén. A horvát határ mellett fekvő Berzence községet köti össze a 61-es főúttal, de Csurgó városának is ez a legfontosabb útja.

## Nyomvonala
A 681-es főútból ágazik ki, annak 16,800-as kilométerszelvénye táján, Berzence központjában. Északnyugat felé indul, Kossuth utca néven, nem sokkal később – alig 150 méter után – északabbi irányt vesz. 1,4 kilométer után lép ki a község belterületéről, a harmadik kilométere után pedig már Csurgó területére ér. 3,9 kilométer után után éri el Csurgósarkad. majd Alsok városrész délkeleti szélét, itt Arany János utca a neve, majd a városközpontba érve a Kossuth Lajos utca veszi fel.
Csurgó centrumában a Petőfi tér nevet viseli (itt van a város autóbusz-állomása), majd 6,7 kilométer után egy körforgalmon is áthalad (a körforgalomba keleti és nyugati irányból csak a belváros utcái csatlakoznak bele). A folytatása a Csokonai utca, majd az egykori református gimnázium épületét elhagyva a Rákóczi Ferenc utca nevet viseli. A 7,350-es kilométerszelvényénél kiágazik belőle nyugat felé a 68 315-ös út, a MÁV 41-es számú Dombóvár–Gyékényes-vasútvonalának Csurgó vasútállomása felé.
A nyolcadik kilométerének elérése után kiágazik belőle északnyugat felé a 6808-as út, a 6819-es pedig itt egy rövid szakaszon északkeleti irányba fordul. Ezt az irányt azonban csak rövid ideig követi, kevesebb mint 100 méter után kiágazik belőle kelet-délkeleti irányban a 6,3 kilométer hosszú 68 127-es út, Szenta községbe, az út pedig újra északi irányt vesz. Egy darabig még Rákóczi fejedelem nevét viseli, majd egy rövid szakaszon Táncsics tér a neve, a legészakibb csurgói szakaszán pedig Iharosi út.
Kevéssel a kilencedik kilométere előtt kilép a város belterületéről, majd 9,1 kilométer után felüljárón keresztezi a vasutat, újabb száz méterrel arrébb pedig kiágazik belőle nyugat felé a 2,8 kilométer hosszú 68 112-es út, Csurgónagymarton központjába. 11,6 kilométer után eléri ez utóbbi település délkeleti határszélét, innen a határvonalat követi, egészen a 14,100-as kilométerszelvényig. Ott az út elhalad Csurgó, Csurgónagymarton és Iharos hármashatára mellett, ugyanott kiágazik belőle kelet felé a 2,5 kilométer hosszú 68 113-as út Somogycsicsó központjába, és ugyanott teljesen iharosi területre ér.
14,4 kilométer után egy alsóbbrendű, számozatlan út indul ki belőle észak-északnyugati irányban, Iharos belterületének nyugati része felé, 16,5 kilométer után pedig az út maga is eléri a település házait, ahol a Kis utca nevet veszi fel. 17,9 kilométer után viszont nemcsak Iharos lakott területeit hagyja el, de a község területét is, a folytatásban már Iharosberény határain belül. 18,5 kilométer után éri el e község belterületeit, ahol a települési neve Csurgói utca. Így ér véget, beletorkollva a 61-es főútba, annak 178,350-es kilométerszelvénye közelében.
Teljes hossza, az országos közutak térképes nyilvántartását szolgáló kira.gov.hu adatbázisa szerint 19,037 kilométer.

## Települések az út mentén
- Berzence
- Csurgó
- (Csurgónagymarton)
- Iharos
- Iharosberény

## Története
1934-ben a kereskedelem- és közlekedésügyi miniszter 70 846/1934. számú rendelete az Iharosberény és Csurgó közti szakaszát harmadrendű főúttá nyilvánította, a Gyékényesen át az országhatárig vezető 648-as főút részeként.